# Hương Bình, Hương Khê
Hương Bình là một xã thuộc huyện Hương Khê, tỉnh Hà Tĩnh, Việt Nam.

## Địa lý
Xã Hương Bình có diện tích 36,18 km², dân số năm 1999 là 4.514 người, mật độ dân số đạt 125 người/km².

## Hành chính
Xã Hương Bình được chia thành 5 xóm: Bình Giang, Bình Hưng, Bình Minh, Bình Thành, Bình Thái.

## Lịch sử
Năm 2013, có 11 xóm: Bình Sơn, Bình Hưng, Bình Thái, Bình Trung, Bình Hà, Bình Giang, Bình Thành, Bình Tiến, Bình Tân, Bình Hải, Bình Minh.
Năm 2014, có 5 xóm: Bình Hưng, Bình Thành, Bình Giang, Bình Thái, Bình Minh.
Ngày 17 tháng 7 năm 2019, HĐND tỉnh Hà Tĩnh ban hành Nghị quyết số 157/NQ-HĐND về việc sáp nhập thôn Bình Tân vào 4 thôn: Bình Hà, Bình Hải, Bình Minh, Bình Thái.

## Văn hóa
- Đền Nhà Rồng: xóm Bình Minh.
- Trại Chăn Nuôi: xóm Bình Thái.